# Twierdzenie Moore’a (topologia płaszczyzny)
Twierdzenie Moore’a – twierdzenie udowodnione w 1928 przez R.L. Moore’a mówiące, że na płaszczyźnie nie istnieje konfiguracja złożona z nieprzeliczalnie wielu nieprzecinających się triodów.